# Tapajosa fulvopunctata
Tapajosa fulvopunctata är en insektsart som först beskrevs av Victor Antoine Signoret 1854.  Tapajosa fulvopunctata ingår i släktet Tapajosa och familjen dvärgstritar. Inga underarter finns listade i Catalogue of Life.